# Hjelmknausen
Der Hjelmknausen (norwegisch für Helmgipfel) ist ein 1085 m hoher Nunatak im ostantarktischen Königin-Maud-Land. Im Gebirge Sør Rondane ragt er 3 km nordwestlich des Vesthjelmen auf.
Wissenschaftler des Norwegischen Polarinstituts benannten ihn 1988 in Anlehnung an die Benennung des Vesthjelmen.